# Purtsi jõgi
Purtsi jõgi är ett vattendrag i Estland.   Det ligger i landskapet Valgamaa, i den södra delen av landet, 170 km söder om huvudstaden Tallinn. Purtsi jõgi ligger vid sjön Võrtsjärv.